# It Can Be Done (film 1921)
It Can Be Done è un film muto del 1921 diretto da David Smith

## Trama
A un ricevimento, lo scrittore Austin Crane viene tacciato di raccontare nei suoi romanzi delle storie improbabili, ma viene difeso da Eva Standish, la figlia del padrone di casa, che crede che la realtà non sia poi tanto lontana dalla fantasia. Austin, per dimostrare le sue tesi, inventa un caso dove Standish padre sarebbe un profittatore, ma, quasi subito, si rende conto che la cosa risponde al vero. Per amore di Eva, non vuole smascherare Standish, ma - dietro insistenze del suo editore - si introduce in casa del sospettato insieme a un ex malvivente, Spike Dawson, e vi trova la prova che i suoi sospetti erano motivati.

## Produzione
Il film fu prodotto dalla Earle Williams Productions.

## Distribuzione
Il copyright del film, richiesto dalla Earle Williams Productions, fu registrato il 4 aprile 1921 con il numero LP16353.
Distribuito dalla Vitagraph Company of America, il film uscì nelle sale cinematografiche USA nel marzo 1921.